# Salix beckeana
Salix beckeana är en videväxtart som beskrevs av Günther von Mannagetta und Lërchenau Beck. Salix beckeana ingår i släktet viden, och familjen videväxter. Inga underarter finns listade i Catalogue of Life.